# Guyver
Guyver (強殖装甲ガイバー, Kyōshoku Sōkō Gaibā, lit. Guyver, a Armadura Bio-Progressora) é um mangá criado e desenvolvido por Yoshiki Takaya em 1985. Já teve várias adaptações: 12 OVAs (baseados nos 4 primeiros livros) produzidos em 1989 e 1992; um OVA produzido em 1986 (Guyver: Out of Control); 2 filmes live-action norte-americanos (produzidos em 1991 e 1994) e um anime de 26 episódios em 2005, baseado nos volumes 1 ao 10 do mangá (primeiros 59 capítulos). O mangá foi originalmente escrito por Takaya em 1985 e até hoje é lançado (possui, atualmente, 28 volumes e mais de 170 capítulos). O "Guyver" refere-se a um organismo tecnológico (ou uma arma biológica) que amplifica a energia do seu hospedeiro.

## Trama
Há 65 milhões de anos uma raça alienígena conhecida como Os Criadores (降臨者, Kōrinsha) veio à Terra para desenvolver armas biológicas. Depois de diversos experimentos com muitas formas de vida, eles criaram a raça humana e, a partir desses, criaram uma raça mais poderosa: os Zoanoides. Anteriormente, os aliens haviam criado um organismo vivo baseado em uma gênese mutante, com o objetivo de criar soldados para que guerreassem para eles. Através de um experimento mutante, esse organismo foi fundido com um ser humano, criando um guerreiro meio alien, meio humano. Tal guerreiro superou as expectativas dos Criadores, eis que se saiu muito bem em batalhas, possuindo grande força, agilidade e energia. Porém, o organismo tomou controle total do hospedeiro, transformando-o em uma criatura irracional fora de controle, que em um surto, destrói uma das naves alienígenas. A "Unidade", como foi batizado o organismo mutante, mostrou-se um verdadeiro fracasso, criando soldados de batalha incontroláveis e, logo, inúteis para os Criadores. Por essa razão, o guerreiro foi chamado de "Guyver" (ガイバー, Gaibā), que significa "fora de controle", em seu dialeto.
Ante o ocorrido, os Criadores enviam Archanfel, o mais poderoso de seu povo, para retirar o organismo do humano. Em batalha, o alienígena triunfa, arrancando o Metal de Controle da testa do mutante e capturando o humano. Em seguida, incinera o corpo do ser humano e guarda a Unidade para si. Porém, os Criadores mostram-se temerosos perante o ocorrido e deixam a Terra. Archanfel, no entanto, permanece. Séculos depois, o mesmo criaria uma legião de Zoanóides e mais 11 Zoalordes como ele, fundando a Corporação Cronos.
Nos tempos atuais, Shō Fukamachi, estudante do colegial da escola Narisawa, passeia com seu amigo Tetsuro Segawa e ambos escutam uma explosão. Em seguida, um objeto estranho cai aos pés dos jovens. Ao tentarem descobrir o que é o misterioso objeto, Shō acaba ativando-o e o organismo se funde com ele, transformando-o no Guyver. Em seguida, soldados da Cronos aparecem e são supreendidos pelo guerreiro semi-alien, que derrota um dos Zoanóides da Cronos facilmente. A partir de então, Shō precisa aceitar seu destino e as mutações que ocorrem em seu corpo, ao mesmo tempo que precisa proteger seus amigos e familiares das garras da Cronos e descobrir a mitologia que envolve o mutante no qual se tornou.
Posteriormente, descobre-se que existem, ao todo, três Unidades Guyver. Uma é recuperada pela Cronos, enquanto a outra vai parar nas mãos de outro jovem, que também se funde com o artefato.
A trama experimenta uma surpreendente reviravolta quando, em certo ponto da história, a Chronos consegue vencer a guerra e domina o planeta, transformando a maior parte da população em zoanóides. Os Guyvers são, então, são considerados invasores alienígenas a serem caçados pelos soldados da Chronos.

## Personagens
- Shō Fukamachi/Guyver I (深町 晶/ガイバーI, Fukamachi Shō/Gaibā Wan): o protagonista da série. Um jovem de 17 anos, estudante do 2º ano colegial na Escola Narisawa. Funde-se com a Unidade Guyver e acaba se tornando o Guyver (posteriormente, ele é, de certa forma, renomeado para Guyver I, devido ao fato de haver outros dois guerreiros). A maior característica do personagem de Shō é mostrar-se totalmente inseguro e incerto, tanto em relação à sua batalha contra Cronos como em sua vida como um todo. Seu melhor amigo é Tetsuro, que o ajuda pesquisando sobre Cronos e descobrindo características dos inimigos. Sua paixão é a irmã de Tetsuro, Mizuki, pela qual possui um amor não correspondido. Ambos os irmãos são constantes alvos de Cronos, devido à sua proximidade com Shō.

- Tetsurō Segawa (瀬川 哲郎, Segawa Tetsurō): melhor amigo e colega de Shō, presenciou a primeira transformação e a batalha do amigo. Inicialmente pensa em fugir, mas decide ajudar Shō a lutar contra Cronos, dedicando-se a pesquisar as fraquezas dos Zoanóides.

- Mizuki Segawa (瀬川 瑞紀, Segawa Mizuki): irmã de Tetsuro e colega de Shō, o qual tem uma paixão secreta por ela. Inicialmente tem uma queda por Agito Makishima, mas depois começa a corresponder o amor de Shō. Constantemente raptada/atacada pelos vilões, devido à proximidade com o Guyver.

- Agito Makishima/Guyver III (巻島 顎人/ガイバーIII, Makishima Agito/Gaibā Surii): estudante do 3º ano colegial da mesma escola de Shō e Tetsurō, é um jovem misterioso e sombrio. Como definiu Tetsuro: "um sujeito aparentemente cheio de mistérios", Agito é um anti-herói, vez que somente pensa em sua própria vida. Seu pai era chefe da Cronos Japan que, devido a uma falha na captura das Unidades, foi destituído e castigado. Mais tarde, Agito se revela como o hospedeiro da 3ª Unidade, tal qual denominado Guyver III. Trai a Cronos e passa a lutar contra os Zoanóides, porém sem se aliar completamente à Shō, mantendo suas próprias ambições.

- Fumio Fukamachi (深町 史雄, Fukamachi Fumio): pai de Shō, é um senhor viúvo que mora sozinho com o filho. Frequentemente se questiona sobre sua proximidade com o filho. Capturado pela Cronos, é transformado em um Zoanóide com o objetivo de matar o próprio filho. Porém, o sistema de defesa do organismo é acionado, fazendo com que o Guyver acabe derrotando-o.

- Inspetor Oswald A. Lisker/Guyver II (監察官オズワルド・Ａ・リスカー/ガイバーII, Kansatsukan Ozuwarudo Ei Risukā/Gaibā Tsu): um inspetor da polícia metropolitana, alia-se à Cronos e merge-se com a Unidade recuperada, tornando o Guyver II. Com os mesmos poderes de Shō, Lisker pretende destruir os outros Guyvers e se tornar o único vivo. Em batalha mostra-se muito superior ao Guyver I em termos de habilidades, e quando prestes a destruí-lo, sua Unidade sofre uma pane e começa a danificar seu corpo. É a chance para Shō destruir seu Metal de Controle e fazer com que Lisker seja devorado vivo. Para acabar com seu sofrimento, Guyver I usa o Mega Smasher e destrói Lisker de uma vez por todas.

## As Unidades Guyver (Unidades G)
As Unidades Guyver (ガイバーユニット, Gaibā Yunitto) é um bio-mecanismo simbiótico que se funde com um hospedeiro, amplificando as habilidades deste. A Unidade Guyver (ou Unidade G) é primeiramente uma armadura biológica que amplia todos os fatores biológicos do hospedeiro, como seu metabolismo, funcionamento, temperatura e resistência corporal. Originalmente, a Unidade foi criada para os próprios Criadores, mas os resultados demonstraram que os humanos possuiam uma adaptabilidade muito maior do que a dos alienígenas. Mesmo referida como uma "armadura", o organismo Guyver é um parasita biológico que vive no corpo do hospedeiro, modificando todo o funcionamento corporal e até mesmo substituindo órgãos desnecessários.

### Guyver I
- Hospedeiro: Shō Fukamachi (深町 晶, Fukamachi Shō)
- Gênero: Masculino.
- Cor: inicialmente verde-claro/azul-claro, posteriormente vermelho-escarlate, na versão Gigantic.
- Altura: 174 cm.
- Peso: 261 kg.

### Guyver II
- Hospedeiro: Oswald A. Lisker (オズワルド・Ａ・リスカー, Ozuwarudo Ei Risukā)
- Gênero: Masculino.
- Cor: amarelo-ouro.
- Altura: 210 cm.
- Peso: 360 kg.

#### Guyver II (OVA)
- Hospedeira: Valkyuria (ヴァルキュリア, Varukyuria)
- Gênero: Feminino.
- Cor: violeta negra/rosa escuro.
- Altura: Desconhecida.
- Peso: Desconhecido.

Exclusiva do OVA de 1986, Valkyuria é uma agente russa que vem ao Japão e alia-se à Cronos. Funde-se com a Unidade danificada, tornando-se a Guyver II. Após lutar diversas vezes com Guyver I e estar prestes a destruí-lo, seu Metal de Controle se corrompe e começa a enlouquece-la. Guyver I então usa seu Mega Smasher para acabar com ela de uma vez por todas. Na realidade do filme, Lisker não existe, sendo apenas mencionado como um ex-companheiro de Valkyuria. Posteriormente, ela aparece no mangá; sua Unidade foi construída pela Cronos usando um falso Metal de Controle e sobras de tecido de Lisker/Guyver II. Seu design no mangá é o mesmo do OVA.

### Guyver III
- Hospedeiro: Agito Makishima (巻島 顎人, Makishima Agito)
- Gênero: Masculino.
- Cor: preto, mas algumas vezes roxo com um tom negro.
- Altura: 191 cm.
- Peso: 328 kg.

### Armas e Habilidades
Como a raça humana foi desenvolvida como uma arma, a Unidade garante ao humano muitas habilidades, como super-força e velocidade, sensores de movimento, entre outras capacidades. Além disso, dispõe um arsenal ao usuário:
- Globo de Vibração (口部金属球, Kōbu Kinzoku Kyū): dois orbitais localizados na região bucal do Guyver podem emitir ondas sonoras de alta frequência. Quando concentrada, pode emitir o "Sonic Buster" (聲波爆破, Shōha Bakuha). Significa literalmente "esfera metálica de abertura".

- Laser Frontal (ヘッドビーム, Heddo Biimu) Um laser multi-direcional localizado logo acima do Metal de Controle. Dispara raios de alta temperatura. No anime de 2005, Lisker explica que esse mecanismo utiliza o calor excessivo do corpo humano.

- Espadas de Alta Frequência (高周波ソード, Kōshūha Sōdo): lâminas que se estendem dos cotovelos do Guyver. Essas lâminas, extremamente afiadas, vibram em uma frequência altíssima, o que permite que elas cortem praticamente qualquer material com precisão. Seu nome original significa "espadas de alta vibração".

- Mega-Smasher (胸部粒子砲, Kyōbu Ryūshihō): Dois canhão de partículas situados sob o peitoral do Guyver. É considerada a arma mais poderosa de um Guyver, e a arma de partículas mais poderosa do mundo. Após disparado, o Mega Smasher precisa de um razoável período de tempo para recarregar sua energia. Significa "canhão de partículas do inteiro peitoral".

- Orbital Gravitacional (重力制御球/裝置, Jūryoku Seigyokyū/Sōchi): O Controlador de Gravidade concentra energia gravitacional e dissipa-a em sentido contrário, dando ao Guyver a habilidade de voar. A energia reunida pode também ser disparada na forma de um projétil de vácuo, denominado "Canhão de Pressão" (重圧砲, Jūatsuhō). Também pode ser usado como um pequeno escudo para bloquear ataques temporários.

- Hyper Sense (ハイパーセンス, Haipā Sensu): os Guyvers possuem dois globos metálicos na regiao da cabeça. Esse orbitais metálicos concedem a habilidade de captar campos eletromagnéticos a longas distâncias. Isso faz com que o Guyver possa pressentir a presença de Zoanóides ou de outros Guyvers. Os globos também possuem funções termais, regulando a temperatura do corpo do hospedeiro e captando qualquer alteração na temperatura do ambiente.

- Medalha de Controle (制御装置/控制金屬, Seigyo Sōchi/Kōsei Kinzoku): um metal em forma de medalha localizado na região da testa do guerreiro, a Medalha de Controle é a peça mais importante do corpo do Guyver: ela contola o fluxo de energia entre o organismo e o hospedeiro, impedindo que o parasita alienígena no qual o Guyver é baseado literalmente devore o hospedeiro vivo. Da mesma forma, guarda as características genéticas, as memórias e os dados corporais do hospedeiro; caso o mesmo seja ferido ou morto, a medalha é capaz de regenerá-lo e até mesmo revivê-lo, mesmo que de uma mínima fração do corpo (como acontece com Sho após ser morto por Enzyme I). A Medalha de Controle possui fios que se conectam ao cérebro do hospedeiro, garantindo assim, que haja o regulamento de força entre os organismos humano e alienígena. Quando ocorre a fusão, a Unidade deixa duas fendas semelhante a feridas nas costas do hospedeiro, como forma de "transmutador" para chamar o Guyver. Quando não está em ação, o Guyver fica no que pode ser descrito como uma dimensão alternativa, acompanhando o hospedeiro aonde for para que esteja sempre disponível quando necessário.

Há várias maneiras de chamar o Guyver. O método mais comum é através da telepatia e da voz. Shō se transforma simplesmente gritando "Guyver!"; Lisker chama seus poderes dizendo "Adapt!" (アダプト, Adaputo) ("adaptar", em inglês), e Agito se transforma dizendo "Shokusou!" (殖装, Shokusō), que significa "vestir-fortalecer" ("Bio-Boost", na tradução em inglês).

## Cronos
A Corporação Secreta Cronos (秘密結社クロノス, Himitsu Kessha Kuronosu) é uma poderosa empresa de caráter mundial, a qual possui infiltração nos mais diversos ramos da sociedade, tais como geopolítica, mídia, mercado de ações, entre outros. Criada há muitos anos por descendentes de alienígenas, o objetivo da Cronos é infiltrar-se na sociedade humana em todos os seus aspectos, e assim garantir a dominação mundial através da plantação dos seus para obter o controle global. Seus criadores são denominados Zoalordes, e seus membros são conhecidos como Zoanóides.

### Zoalordes
Os Zoalordes (獣神将, Jūshinshō) são seres extremamente poderosos, vez que são dotados de enormes poderes psíquicos, exercendo domínio mental sobre Zoanóides e outras criaturas mais fracas, além de possuírem força física e energia vital abundantes. Podem alternar entre forma humana e sua forma verdadeira, que se assemelha a um anjo humanóide. Seu poder é tanto que são temidos pelos demais membros da Cronos, por possuírem o poder de destruírem um Hyper Zoanóide em poucos segundos, quando em batalha. 
Existem, ao todo, 13 Zoalordes (12 membros da Cronos e Masaki Murakami). Seu líder é Archanfel (アルカンフェル, Arukanferu), o criador da organização Cronos e originalmente um Criador, possivelmente o ser mais poderoso da Terra. Todo o poder dos Zoalordes advém de um cristal que brilha em suas cabeças (Zoacristal), qual seja, uma fonte de poder ilimitada. Juntos, esses seres formam o Conselho dos XII (十二神将, Jūni Shinshō), que decidem os principais planos da Cronos. Significa, literalmente, "general bestial divino". São eles:
- Richard Guyot (リヒャルト・ギュオー, Riharudo Gyuō): o mais novo Zoalorde de todos, é o primeiro dos 12 a aparecer na história. Vem dos Estados Unidos ao Japão assumir o controle da filial nipônica após a falha de Genzo Makishima (o então chefe) em recuperar as Unidades Guyver. Alto, loiro e predominantemente norte-americano, possui um ar sombrio e misterioso. Castiga Makishima, transformando-o no Enzyme I e assume a liderança da Cronos. Porém, suas verdadeiras ambições vem à tona quando descobre-se a existência do Removedor de Unidades e do Ponto da Relíquia no Monte Minakami. Barcas descobre as intenções de Guyot: roubar o Removedor, usá-lo nos Guyvers e fundir-se com uma Unidade, para se tornar o ser mais poderoso do Universo e destruir os demais Zoalordes, tornando-se assim, o supremo comandante de tudo. Porém, a chegada de Archanfel à Terra antecipa seus planos, e em uma batalha espetacular, ele prende Archanfel em um buraco negro. Enfrenta Murakami após isso e o mata friamente, destruindo seu Zoa Cristal. Porém, neste momento, os 12 Zoalordes aparecem e atacam a Relíquia. Guyot tenta fugir, mas é detido por Archanfel, que arranca seu Zoa Cristal e o destrói.
- Sin Rubeo Amniculus (シン・ルベオ・アムニカルス, Shin Rubeo Amunikarusu):
- Hamilcar Barcus (ハミルカル・バルカス, Hamirukaru Barukasu):
- Luggnagg de Krumeggnic (ラグナク・ド・クルメグニク,, Ragunagu do Kurumeguniku):
- Fried'rich Von Purg'stall (フリドリッヒ・フォン・プルクシュタール, Furidorihhi Fon Purukushutāru):
- Edward Caerleon (エドワード・カールレオン, Edowādo Kārureon):
- Cablarl Khan (カブラール・ハーン, Kaburāru Hān):
- Waferdanos (ワフェルダノス, Waferudanosu):
- Jearvill Bun Hiyern (ジャービル・ブン・ハイヤーン, Jābiru Bun Haiyān):
- Ri Yan Tsui (李剡魋, Ri Yan Tui):
- Tuaha dé Galenos (トゥアハ・デ・ガレノス, Tuaha De Garenosu):

- Masaki Murakami/Imakarum Mirabilis (村上征樹/イマカラム・ミラービリ, Murakami Masaki/Imakaramu Mirābirisu): um jornalista free-lancer que cobria os passos da Cronos. Certo dia, ele e sua equipe foram ao Monte Minakami para fazer reportagens sobre os misteriosos acontecimentos no local. Porém, foram surpreendidos por um grupo de Zoanóides, que mataram a todos, sendo Murakami o único sobrevivente. Capturado pelos mutantes, foi submetido a uma mutação para tornar-se o primeiro de uma linhagem: um Proto Zoalorde (試作獣神将, Shisaku Jūshinshō), uma espécie de protótipo de um Zoalorde. Porém, Masaki consegue escapar e posteriormente interfere na batalha Guyver contra Aptom, Somlum e Dyme, salvando o guerreiro de ser morto por Aptom. Aliando-se à Sho e seus amigos, Murakami demonstra enorme poder, eis que pode controlar outros Zoanóides. Porém, se sacrifica para salvar os outros de Guyot.

### Zoanóides
Zoanóides (獣化兵, Jūkahei) são soldados bestiais que compõem a Cronos. São monstros criados em quantidade maciça, a partir de alterações genéticas realizadas em laboratório com exemplares humanos. Possuem grande força, resistência e agilidade, e são considerados mutantes devido à sua faculdade de alternar entre forma humana e forma monstro. Os Zoanóides são categorizados em razão de suas habilidades, como os Enzymes, criados para destruir os Guyvers, ou os Híper Zoanóides. Significa, literalmente, "soldados bestiais mutantes". Existem variados tipos e espécies de Zoanóides, divididos entre categorias de acordo com suas próprias habilidades ou hierarquia de força.

#### Power
Zoanóides comuns, são produzidos em massa pela Cronos. Não possuem poderes especiais forante grande força física e resistência, sendo, por essa razão, enviados em missões que não requerem muito esforço.
- Gregole (グレゴール, Guregōru): primeiro Zoanóide a aparecer, é um soldado de campo da Cronos, líder da tropa enviada para recuperar as Unidades roubadas. Ao encurralar Malmot, Gregole é atingido pela explosão da granada ativada por ele. Tenta matar Sho e Tetsuro logo em seguida, mas com o nascimento do Guyver, é facilmente derrotado e morto pelo guerreiro. Por ser relativamente fraco para os padrões da Cronos, é produzido em massa pela organização.

- Malmot (マルモット, Marumotto): Malmot é um "Protótipo de Teste" (Test Type, no original), ou seja, é um Zoanóide experimental usado apenas em pequenos testes pela Cronos. Rouba as Unidades Guyver e foge com elas, sendo interceptado por Gregole e suas tropas. Ao ver-se encurralado pelos vilões, explode uma granada e acaba morrendo na explosão. O impacto da explosão foi a causa das Unidades terem se espalhado e duas delas terem sido achadas por Sho e Agito.

- Broiz (ブロイズ, Buroizu):
- Govbilva (ゴビルバ, Gobiruba):
- Gergoile (ガーゴイル, Gāgoiru): versão mais forte e resistente de Gregole, tem praticamente a mesma aparência. É fatiado pelas Espadas de Alta Frequência do Guyver III.
- Ramotith (ラモチス, Ramochisu):
- Giles (ガイルズ, Gairusu):
- Valvas (バルバス, Barubasu):

#### Power (filial de Nova York)
Possuem as mesmas propriedades dos Power da filial japonesa, com praticamente nenhuma diferença.
- Hodluff (ホドロフ, Hodorofu):
- El Topo (エルトボ, Erutopo):
- Lu-Kill (ルキル, Rukiru):
- Dail (ダイル, Dairu):
- Curvill (カーヴィル, Kāviru):
- Diegel (ディーゲル, Diigeru):
- Granza (グランザ, Guranza):
- Gezz (ゲッツ, Gettsu):

#### Bio Blaster
Estes Zoanóides possuem uma peculiaridade: todos eles tem armamentos pesados instalados em seus corpos, capazes de destruir praticamente qualquer matéria sólida. O poder do canhão de partículas de Vamore, por exemplo, tem quase o mesmo nível do Mega Smasher dos Guyvers. Mais perigosos, são inimigos mais resistentes e dão mais trabalho para Sho no decorrer do mangá.
- Vamore (ヴァモア, Vamoa): O primeiro dessa linhagem a aparecer, possui dois canhões de partículas nos ombros, capazes de destruir praticamente qualquer matéria. Disfarça-se de um delegado policial e tenta destruir Sho antes da transmutação, mas acaba varrido pelo Mega Smasher do herói.

- Delcasse (デルカッセ, Derukasse): Possui armas de raios laser nos braços e nas garras.

- Grimmels (グリンメルス, Gurinmerusu): Possui 6 canhões espalhados pelo corpo, nos ombros, costas e axilas.

- Menzel (メンツェル, Menjeru): criado a partir das células de Vamore, é semelhante ao original, com os mesmos canhões desintegradores nos ombros.

#### Guyver-Killer
Categoria criada pela Cronos devido às falhas dos outros Zoanóides na captura do Guyver. Incubados em quarentena, esses mutantes fabricam em seu organismo uma enzima altamente corrosiva capaz de derreter a Bio Booster Armor. Seus únicos representantes são os Enzymes.
- Enzyme I (エンザイムI, Enzaimu Wan): o Zoanóide na qual Genzo Makishima foi transformado. Com aparência de um inseto e corpo de urso, esse poderoso mutante tem garras e unhas afiadíssimas. Controlado por Guyot, ele luta contra Guyver I e o mata cruelmente, arrancando o Metal de Controle de sua testa, o que faz com que o organismo alienígena comece a consumir Sho vivo. Após recuperar a esfera de controle, Enzyme é atacado pelo corpo desfigurado de Sho/Guyver I. Guyot ordena que Enzyme acione seu sistema de auto destruição, explodindo e derretendo o que restou do corpo do Guyver

- Enzyme II (エンザイムII, Enzaimu Tsu): esse Zoanóide, moldado no modelo de seu antecessor, é nada menos que o pai de Sho, Fumio Fukamachi. Capturado pela Cronos, Fumio é submetido a uma operação que o transforma em um Zoanóide capaz de destruir os Guyvers. Controlado por Hamilcar Barcus, ele ataca Sho, que não tem coragem para lutar contra o próprio pai. Aproveitando-se disso, Barcus faz Enzyme arrancar um pedaço da cabeça de Sho, matando. Porém, devido à proteção que a armadura garante ao hospedeiro, o sistema defensivo é ativado automaticamente e o Guyver revive. Completamente sem consciência, o guerreiro destrói Enzyme II com o Mega Smasher.

- Enzyme III (エンザイムIII, Enzaimu Surii):

#### Scout
Zoanóides mais fortes e ligeiros que os demais. Porém, pecam por falta de inteligência. São mutantes comuns, destruídos sem muito esforço.
- Citiciss (シチシス, Shichishisu):
- Rocies (ロッシュ, Rosshu):

#### Aqua
Zoanóides com habilidades aquáticas.
- Nealcos (ネアルコス, Nearukosu):
- Razzell (ラゼル, Razeru):
- Cadan (カダン, Kadan):

### Híper Zoanóides
Os Híper Zoanóides (超獣化兵, Chōjūkahei) são Zoanóides superiores, considerados a elite dos monstros da Cronos. Em oposição aos produzidos em massa pela Cronos, esses Zoanóides tem a estrutura genética diferenciada, adaptável a qualquer soldado membro da organização, o que permite que possuam habilidades especiais muito acima da média, além de enorme força física e vasta inteligência. Inimigos poderosíssimos, dão bastante trabalho para Shō e seus companheiros. São apenas cinco, que compõem o Time dos Cinco Híper Zoanóides (超獣化兵五人衆, Chōjūkahei Goninshū).
- ZX-Tole (ゼクトール, Zekutōru): líder do grupo, é quem comanda as ações de campo e assume a liderança nas estratégias de batalha. Possui um desejo de vingança contra Aptom, que absorveu seus companheiros. A batalha de Zx-Tole contra Aptom é mostrada no final da série de 2005. Foi destruído pelo Giga Smasher do Gigantic Guyver, após Sho sair de dentro do Gigantic Cocoon.

- Elegen (エレゲン, Eregen): Zoanóide baseado em uma lesma, possui incrível resistência devido à viscosidade de seu corpo. Acaba sendo "absorvido" por Aptom.

- Thancrus (ザンクルス, Sankurusu): auto-denominado "o mais forte dos Hyper Zoanóides", Zancrus é extremamente grande e muscular. Possuindo enorme força física, deteve facilmente o Guyver em batalha, sendo, no entanto, destruído pelo Mega Smasher do Guyver III.

- Derzerb (ダーゼルブ, Dāzerubu):

- Gaster (ガスター, Gastā): semelhante à Vamore, esse Zoanóide tem mísseis líquidos, ou seja, projéteis explosivos que podem derreter e explodir até mesmo o corpo do Guyver. Luta contra Guyver I diversas vezes até o mesmo cortar seu corpo, fazendo com que o líquido dos mísseis entrasse em contato com o ar e houvesse uma combustão, explodindo o corpo de Gaster como consequência.

### Números Perdidos
Os Números Perdidos (損種実験体, Sonshu Jikkentai) (Lost Numbers, no original) são sobreviventes de experiências fracassadas na criação de novas estruturas genéticas. Durante a operação, esses mutantes perderam sua capacidade repdrodutiva, o que os torna únicos, porém sem qualquer utilidade para a Cronos. Suas armas e táticas de ataque são completamente não-convencionais. Possuem enorme poder de batalha, podendo derrotar até mesmo um Híper Zoanóide. Sua principal característica é que, ao contrário dos Zoanóides comuns, não estão submetidos ao controle mental dos Zoalordes, não restando sob o comando destes.
- Aptom/Criatura de Batalha (アプトム/戰鬪生物, Aputomu/Sentō Seibutsu): Aptom é uma criação do Doutor Barcus, que o concebeu na tentativa de dar habilidade auto-reprodutora para um Zoanóide com grande força física. O experimento deu errado e deu à Aptom a habilidade de "absorver" outros Zoanóides, e assim, ganhar seus poderes. Ele pode "imitar" qualquer Zoanóide cuja genética esteja implantada em seu corpo, bem como se regenerar a partir do menor átomo ao qual seja reduzido.

Primeiramente, Aptom aparece como um aliado da Cronos e aparentemente, desvalorizado por Barcus em razão de sua condição. Ele e seus companheiros, Somlum e Dyme, são enviados para lutar contra Shō e Aptom "imita" o Guyver, usando suas armas e técnicas contra o próprio herói. Porém, com a ajuda de Masaki Murakami, o Guyver consegue livrar-se da armadilha e destrói Somlum e Dyme, afugentando Aptom. O mutante, desejando vingança por seus companheiros, começa a absorver todos os Zoanóides possíveis para lutar contra o Guyver e destruí-lo. Isso acarreta uma drástica mudança na aparência de Aptom: como absorve muitos monstros em curtos períodos de tempo, ele não apenas os imita, mas também obtêm a aparência dos mesmos em seu semblante.
- Somlum (ソムルム, Somurumu):

- Dyme (ダイム, Daimu):

## Curiosidades
- A personalidade de Agito/Guyver III é mostrada de maneiras diferentes no mangá, nos OVAs e na série de anime. No mangá e no anime, ele é mostrado como um sujeito reservado, mas ao mesmo tempo pendendo para o lado do bem, auxiliando Guyver I e lutando ao lado dos aliados. No OVA, no entanto, ele personifica um semi-vilão, frio e calculista, que possui suas próprias ambições e fará de tudo para concretizá-las. Além disso, nos OVAs ele trata Guyot com certo respeito, ao contrário do mangá, no qual ele possui um ódio pessoal contra o chefe da Cronos, culminando na batalha dentro da Relics Point.

- Outra diferença dos OVAs para a série de 2005 é a batalha de Guyver contra Enzyme I. Enquanto na série a morte do herói é muito menos gráfica, com certos cortes (provavelmente exigidos pela produtora) e um tanto "leve", do ponto de vista violento, nos OVAs a batalha é sangrenta ao extremo, com fraturas expostas e o Controle Metálico sendo arrancado do cérebro de Sho, expondo muito sangue e vísceras.

- Em entrevistas, o criador do mangá, Yoshiki Takaya, afirmou que o Mega Smasher do Guyver foi baseado no "Atomic Breath" do Godzilla.

- No volume 20 do mangá, o editor Eiji Otsuka revelou que Guyver é fortemente inspirado no Kamen Rider, de Shotaro Ishinomori.

## Volumes (Capítulos)
1. A Unidade Chamada "G" (Capítulos 1-6)
2. Chronos (Capítulos 7-12)
3. O Segredo de Murakami (Capítulos 13-20)
4. A Ameaça de Aptom (Capítulos 21-28)
5. Os 12 Lordes (Capítulos 29-34)
6. O Contra-ataque de Guyot (Capítulos 35-40)
7. A Ameaça do Removedor (Capítulos 41-46)
8. Um Novo Começo (Capítulos 47-54)
9. Guyver Gigantic (Capítulos 55-58)
10. O 13º Lorde (Capítulos 59-62)
11. A Arca Viva (Capítulos 63-66)
12. A Ilha de Archanfel (Capítulos 67-72)
13. Gigantic Dark (Capítulos 73-79)
14. Batalha Final (Capítulos 80-86)
15. O Retorno do Guyver (Capítulos 87-93)
16. O Ataque de Purg'stall (Capítulos 94-99)
17. Seu Nome é Libertus (Capítulos 100-106)
18. O Despertar de Imakarum (Capítulos 107-112)
19. Ao Abismo (Capítulos 113-119)
20. Evil Aptom (Capítulos 120-126)
21. Vingança (Capítulos 127-133)
22. A Ressurreição do Reino das Trevas (Capítulos 134-140)
23. A Verdadeira Face da Divindade (Capítulos 141-147)
24. O Retorno de Aptom (Capítulos 148-154)
25. O Ataque do Lorde Dragão (Capítulos 155-160)
26. A Investida de Valkyria (Capítulos 161-167)
27. O Início da Calamidade (Capítulos 168-173)
28. Gigantomahkia (Capítulos 174-178)
29. ? (Capítulos 179-???)